# Anaplectoides
Anaplectoides is een geslacht van vlinders uit de familie uilen (Noctuidae). De wetenschappelijke naam van het geslacht is voor het eerst geldig gepubliceerd in 1929 door James Halliday McDunnough.
De typesoort van het geslacht is Eurois pressus Grote, 1874.

## Soorten
- Anaplectoides atrovirens Sugi, 1995
- Anaplectoides brunneomedia McDunnough, 1946
- Anaplectoides colorata (Corti & Draudt, 1933)
- Anaplectoides fuscivirens Sugi, 1995
- Anaplectoides inexpectata Dierl, 1983
- Anaplectoides magnifica (Moore, 1882)
- Anaplectoides perviridis (Warren, 1912)
- Anaplectoides phaeotaenia Boursin, 1955
- Anaplectoides prasina (Schiffermüller, 1775) (Bruine groenuil)
- Anaplectoides pressus (Grote, 1874)
- Anaplectoides tamsi Boursin, 1955
- Anaplectoides virens (Butler, 1878)